# Margit Rogall
Margit Rogall este o actriță germană. Ea a jucat frecvent în piese de teatru,  Margit devine cunoscută publicului prin filmul serial TV Tatort, și Abschied. Brechts letzter Sommer (premieră în 2000).